# Пригорницький Юрій Григорович
Юрій Григорович Пригорницький (21 травня 1954, Київ — пом.18 травня 2017, Київ) — український радянський і український журналіст та письменник-фантаст.

## Біографія
Юрій Пригорницький народився у Києві. Після закінчення школи навчався на філологічному факультеті Київського педагогічного інституту. По закінченні інституту працював у літературній редакції Українського республіканського радіомовлення, а пізніше журналістом газети «Літературна Україна». Далі Юрій Пригорницький працював редактором екологічної газети «Зелений світ», а пізніше головним редактором київської газети «Народне слово». Кілька років також працював редактором журналу «Казна України». Окрім того, є автором великої кількості публіцистичних творів, опублікованих у «Літературній Україні», «Україні молодій» та журналі «Віче».
В останні роки життя Юрій Пригорницький важко хворів. Помер журналіст і письменник 18 травня 2017 року в Києві, похований на Байковому кладовищі.

## Літературна творчість
Юрій Пригорницький розпочав літературну творчість у 1979 році із публікації фантастичного оповідання «Не забувайте нащадків» у щорічному збірнику «Пригоди, подорожі, фантастика-79». Проте більшість творів Пригорницького публікувались російською мовою, а пізніше перекладались на українську мову. Письменник є автором фантастичної повісті «Казка про казку», а також низки фантастичних оповідань, більшість з яких увійшли до двох збірок автора, виданих російською мовою — «Казка про казку» (рос. Сказка о сказке) та «Триколісна конячка» (рос. Трехколёсная лошадь). Більшість творів автора можна віднести до жанру гумористичної фантастики, частину до жанру так званої химерної фантастики. Остання книга Юрія Пригорницького «Таємниця школи № 63», видана в 2015 році, описує події російсько-української війни з 2014 року. Окрім того, Юрій Пригорницький був одним із найплідніших літературних редакторів, відредагував близько 200 книг, серед яких є як підручники для вишів, монографії та дисертації, так і літературні твори.

### Повісті
- 1983 — Сказка о сказке
- 2015 — Таємниця школи № 63

### Оповідання
- 1979 — Не забувайте про нащадків
- 1980 — Трубка незнакомца, или Как пишутся фантастические рассказы
- 1981 — Два письма
- 1981 — Подарок
- 1983 — Дерево
- 1983 — Как хранить РО
- 1983 — Карточки
- 1983 — Назидательная история
- 1983 — Нетелефонный разговор
- 1983 — О парсеках и «барахлящих» автополивочных устройствах
- 1983 — Познать непознанное
- 1983 — Пришелец, бластер, шаровые молнии… и всё остально
- 1983 — Сказка, невозможная, не пишущаяся…
- 1983 — Создатель вечности
- 1983 — Третья категория
- 1983 — Ящик № 9
- 1985 — Сегодня утром, сто лет назад
- 1987 — В ожидании сладкого стола
- 1988 — Посаг (З варіацій на андерсенівські теми)
- 1989 — Дверь в конце галереи
- 1989 — Дерево-древо
- 1989 — Завтра будет обыкновенный ден
- 1989 — Крах брачной ночи
- 1989 — Митька-поздравитель
- 1989 — Музей сказки
- 1989 — Наследство [Международный фельетон]
- 1989 — Не занимайтесь самолечением!
- 1989 — Она и она
- 1989 — Рецепт на все случаи жизни
- 1989 — Соседка своих соседей (Атеистическое)
- 1989 — Трехколёсная лошадь
- 1989 — Трын-антитрын…
- 1989 — Цепная реакция логики
- 1989 — Юдоль танца